# معركة مالكا نيدزه
معركة مالكا نيدزه (بالبلغارية: Боят на Малка Нидже)‏ المعروف أيضا باسم معركة غورنيتشيفو كانت المعركة الأولي لهجوم المنستير ، خلال الحرب العالمية الاولي واستمر لمدة ثلاثة أيام وانتهى بانتصار قوات الحلفاء .

## الخلفية
في أغسطس 1916 ، اتخذ القتال على البلقان منعطفًا جديدًا بمشاركة رومانيا في الحرب العالمية الأولي . وبقلق من هذا التحول في الأحداث، أقنعت القيادة العليا البلغارية قيادتها العليا الألمانية المتحالفة بأن مظاهرة القوة كانت ضرورية على الجبهة المقدونية من أجل تقصير خط المواجهة لقوات المركز والقيام بضربة وقائية ضد قوات الحلفاء في سالونيكا والتي كانت إعدت هجوما على أمل مساعدة رومانيا ولذلك في 17 أغسطس، بدأ الجيش البلغاري الأول هجوم تشيجان واستولى على ليرين ولكن بعد عشرة أيام من القتال فشل الجيش البلغاري في تحقيق أهدافه. في 27 أغسطس، ليتم إلغاء العملية بتمشيط المناطق الواقعة بين بحيرة بيتوركو وبحيرة أوستروفو على طول سلسلة جبال مالكا نيدزه التي احتلها.

## مقدمة
شكلت القوات البلغارية المتواجدة في المناطق المحتلة حديثا الجناح الأيمن للجيش البلغاري الأول . وكانت تتشكل من لواء المشاة الثالث من فرقة المشاة السادسة بندين، معززة باللواء الثالث من سلاح الفرسان، وفرقة مشاة تندزا الثامنة ولواء المشاة الأول من فرقة مشاة البلقان الثالثة. وهو ما مجموعه حوالي 36 كتيبة مشاة، 30 بطارية مدفعية، 74 مدفع رشاش وعشرة اسراب من سلاح الفرسان. ومع ذلك، كان خط المواجهة الذي اضطروا إلى حمايته يبلغ 79 كيلومتراً، مما يعني أنه سوف يحتفضون به بشكل عام. كان الجيش ككل يعمل في منطقة جبلية ويفتقر إلى مدفعية جبلية كافية. وكانت نسبة البنادق التقليدية إلى المخصصة للعمل بالمناطق الجبلية من 9 إلى 1.5.

## معركة
في وقت مبكر من صباح يوم 12 سبتمبر 1916 في قطاع مالكا نيدزه، بدأت مدفعية الحلفاء في قصف مدفعي تحضيري ضد كتائب المشاة البلغارية الواقعتين هناك. واستمر القصف مع درجات متفاوتة من الشدة والدقة، طوال اليوم تقريبًا. استغل المشاة الصرب هذا للوصول إلى السلك الشائك البلغاري على الجهة اليمنى وتحقيق مكاسب محدودة في وسط الخط لأن المدفعية البلغارية منعتهم من التقدم أكثر في تلك اللحظة. تم تأجيل الهجوم المضاد البلغاري وبدأ في المساء. حيث تمكنت القوات البلغارية من استعادة المواقع البلغارية بشكل مؤقت ولكن تحت نيران مدفعية الحلفاء الثقيلة، كانت الإصابات كبيرة (حوالي 400 قتيل أو جريح أو مفقود) .
وبالتزامن مع الهجوم الصربي على غورنيتشيفو، بدأ الفرنسيون والروس تقدمهم وتجاوزوا بسرعة خط الدفاع البلغاري الأول الذي أجبر على التراجع إلى الخط الدفاعي الرئيسي .
في 13 أيلول / سبتمبر، واصلت مدفعية الحلفاء قصفها واستخدم الصرب وقتهم فقط للاقتراب من المواقع البلغارية. بحلول نهاية اليوم، كان الجنود البلغاريون قد تراجعوا إلى خطهم الدفاعي الرئيسي.
في 14 سبتمبر ، بدأت نيران مدفعية الحلفاء في إلحاق أضرار جسيمة ببعض بطاريات المدفعية البلغارية مما قلل من قدرتها على دعم المشاة البلغاريين. بدأت المشاة الصربية هجومها في حوالي الساعة 10 صباحًا وتمكنت من الدخول إلى جزء طوله 800 متر من خط المواجهة بين أفواج المشاة 23 و 30 ، والتي لم يتم تحصينها أو حراستها بأعداد كافية. فشلت الوحدات البلغارية التي تم إرسالها لسد الفجوة في معالجة الموقف وسرعان ما بدأت في التراجع مع القوى الأخرى الموجودة في المنطقة. حتى القوات التي تخدم بطاريات المدفعية البلغارية المحلية كانت قد اكتسحت بسبب الانسحاب واضطررت إلى التراجع، تاركة بنادقها للصرب. مما شكل خطر على الدفاع في الخط الأمامي بأكمله. بحلول المساء، تراجع البلغار على طول الخط بأكمله في اتجاه بانيتسا .
في هذه الأثناء، لم يحقق الفرنسيون والروس في الجنوب الغربي اختراقًا حاسمًا واحتوتهم المدفعية البلغارية بشكل مؤقت. غير أن النجاح الصربي هدد جناح القوات البلغارية هناك وقرروا أيضًا التراجع.

## بعد المعركة
خلال الأيام الثلاثة من القتال، تكبد اللواء الأول والثاني من فرقة تودشا الثامنة خسائر في المتوسط بلغت 21٪ وتخلوا عن العديد من بنادق المدفعية التي أضعفتهم على الرغم من أنهم تمكنوا من التراجع إلى موقع جديد حول لرين . أجبرت هزيمتهم الأجزاء الغربية من الجناح الأيمن للجيش الأول البلغاري أيضًا على التراجع، وبالتالي فتحت الطريق أمام المزيد من هجمات الحلفاء التي ستتطور في هجوم المنستير المستمر منذ ثلاثة أشهر.